# Право на труд
Правото на труд е основно човешко право, признато от ООН с Всеобщата декларация за правата на човека. Според чл. 23 от нея:
- всеки човек има право на труд, на свободен избор на работа, на справедливи и благоприятни условия на труда, както и на закрила срещу безработица;
- всеки човек, без каквато и да е дискриминация, има право на равно възнаграждение за равен труд;
- всеки човек, който се труди, има право на справедливо и задоволително възнаграждение, което да осигури на него и неговото семейство съществувание, съответствуващо на човешкото достойнство и допълнено, ако това е необходимо, с други средства за социална защита;
- всеки човек има право да учредява и да членува в професионални съюзи за защита на своите интереси;

Според чл. 24:
- всеки човек има право на почивка и отдих, включително на разумно ограничаване на работното време и на периодичен платен отпуск.